# Fiat Tipo
Fiat Tipo (Фиа́т Ти́по, с итал. — «тип, модель») — семейный автомобиль итальянской компании Fiat, который выпускался с 1988 года по 1998 годы.
Этот полный инноваций автомобиль был представлен журналистам 26 января 1988 года необычным образом. Спутниковая телетрансляция связала офис Fiat в Турине с пресс-центрами во Франкфурте, Мадриде, Лондоне, Париже и Риме. Сразу же после окончания пресс-конференции все журналисты получили возможность опробовать новый автомобиль на месте и уже на следующий год признали его лучшим в Европе.
Специально под производство Tipo был серьёзно модернизирован завод, расположенный около Кассино. Крупные финансовые средств были вложены в автоматизацию производства, что позволило существенно поднять качество.
В 1993 году Fiat привёз Tipo в Бразилию. Просторный автомобиль с хорошими ходовыми свойствами и адекватно назначенной ценой пришёлся по нраву местным жителям. Да так, что однажды в январе 1995 года Tipo обогнал по продажам бессменного на протяжении десятилетий лидера рынка Volkswagen Gol. После окончания производства в Италии в 1995 году, Tipo недолго, до 1997 года собирался в Бразилии.
С 1993 по 1998 годы изготовление Tipo было организовано в Турции на заводе компании TOFAŞ.
Всего за всё время, по всему миру, всеми заводами было изготовлено около двух миллионов Tipo.
В 2016 году Fiat представил совсем другой автомобиль под уже известным названием Tipo.

## История
В 1978 году руководство Fiat привлекло известного архитектора Ренцо Пиано, среди творений которого реконструкция Потсдамской площади в Берлине, и инженера, специалиста по прочности конструкций Питера Райса (англ. Peter Rice) к созданию автомобиля нового типа. Для осуществления проекта была основана фирма I.De.A, где и собрали прототип, названный VSS (Vettura Sperimentale a Sottosistemi, с итал. — «Экспериментальная автомобильная подсистема»). Автомобиль имел кузов в виде металлического каркаса, на который навешивались пластиковые панели. Заменяя панели, можно было не только менять его внешний вид, но и создавать автомобили с различными типами кузовов на единой основе. Эрколе Спада (англ. Ercole Spada), ставший в 1983 году главным дизайнером I.De.A, развил проект, создав хетчбэк Tipo и седан Tempra, а также ещё несколько моделей дочерних компании Fiat марок.

## Описание
Достаточно крупный автомобиль Tipo был рассчитан на пятерых, имел приличную колёсную базу и расставленные по углам колёса. Это позволило сделать максимально большим салон и обзавестись немалым багажником объёмом 350 литров. Доступ в просторный салон облегчали широко открывающиеся двери, а огромные стёкла обеспечивали прекрасную обзорность.

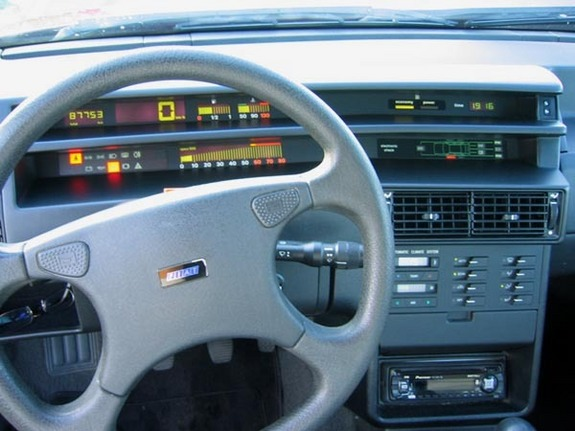
Fiat Tempra, цифровая панель приборов

В комплектации «Digit», позже названной DGT, автомобиль оборудовался оригинальной полностью цифровой панелью приборов, данные на которой были представлены в виде чисел и графиков. Любые манипуляции со светом и стеклоочистителями осуществлялись с помощью расположенных около руля рычажков. Левый управлял всем световым оборудование, начиная с габаритных огней и заканчивая задними противотуманными фонарями. Правый же заведовал стеклоочистителями и омывателями лобового и заднего стёкол, фар, а также включением электрообогрева заднего стекла. На передней панели остались только кнопки и рычажки управления климатической установкой.
Tipo был первым автомобилем компании, 75% кузова которого было изготовлено из оцинкованного с двух сторон металла. Задняя дверь — крышка багажника была пластиковой, что делало её нержавеющей, лёгкой, а поэтому очень удобной при открывании верх. Тщательная проработка внешних форм автомобиля позволила получить коэффициент аэродинамического сопротивления равный 0,31 — один из самых низких в классе.
На старте продаж автомобиль комплектовался тремя бензиновыми и двумя дизельными двигателями. Позже стали доступны другие бензиновые моторы, со впрыском топлива и шестнадцатиклапанные. «Sedicivalvole» — такая надпись красовалась сзади на последних. Пятиступенчатая механическая коробка передач была специально доработана для снижения шума и вибрации, а также для более точного и быстрого переключения передач. Можно было, также, заказать автомобиль с вариатором Selecta.
Спереди у Tipo была подвеска со стойками Макферсон и треугольными рычагами на подрамнике. Сзади — пружинная независимая подвеска на продольных рычагах и также на подрамнике. Реечное рулевое управление могло быть дополнено гидроусилителем. Тормозная система с усилителем и двухконтурным, с диагональным разделением, гидроприводом имела дисковые тормоза спереди и барабанные или дисковые, в зависимости от версии, сзади. По заказу автомобиль мог комплектоваться антиблокировочной системой Bosch.

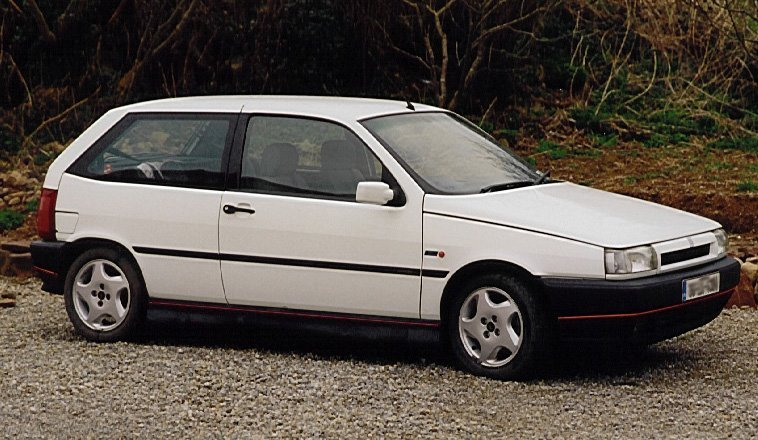
Fiat Tipo трёхдверный

Весной 1993 года автомобиль был модернизирован. Главным стало появление спортивной трёхдверной версии, которая оснащалась самыми мощными моторами. Все версии Tipo получили по-иному оформленный передок с более узкими фарами, а наружные зеркала теперь окрашивались в цвет кузова. В дверях появились брусья безопасности, защищающие пассажиров при боковом столкновении, а рулевая колонка стала складывающийся при ударе. Как опция предлагались ремни с преднатяжителями и водительская подушка безопасности. Все двигатели стали отвечать новым европейским нормам по ограничению токсичности выхлопа. По заказу на автомобиль можно было установить автоматическую четырёхступенчатую коробку передач с электронным управление и блокировкой гидротрансформатора на третьей и четвёртой передачах.
| Двигатели  | Двигатели          | Двигатели           | Двигатели                        | Двигатели                   | Двигатели       | Двигатели  |
| ---------- | ------------------ | ------------------- | -------------------------------- | --------------------------- | --------------- | ---------- |
|            | рабочий объём, см³ | цилиндров/ клапанов | мощность, л. с./ обороты, об/мин | момент, Нм/ обороты, об/мин | годы применения | примечания |
| Бензиновые |                    |                     |                                  |                             |                 |            |
| 1.1        | 1108               | 4-цил./8-кл. SOHC   | 56/5500                          | 87/2900                     | 1988—1991       | SPI        |
| 1.4        | 1372               | 4-цил./8-кл. SOHC   | 70/6000                          | 106/3000                    | 1988—1995       | SPI        |
| 1.6        | 1581               | 4-цил./8-кл. SOHC   | 78/6000                          | 124/3000                    | 1988—1995       | SPI        |
| 1.8        | 1756               | 4-цил./8-кл. DOHC   | 105/6000                         | 140/3000                    | 1989—1995       | MPI        |
| 1.8 16V    | 1756               | 4-цил./16-кл. DOHC  | 138/6250                         | 167/4600                    | 1989—1991       | MPI        |
| 2.0        | 1995               | 4-цил./8-кл. DOHC   | 113/5750                         | 156/3300                    | 1990—1995       | MPI        |
| 2.0 16V    | 1995               | 4-цил./16-кл. DOHC  | 148/6250                         | 173/5000                    | 1991—1995       | MPI        |
| Дизели     |                    |                     |                                  |                             |                 |            |
| 1.7 D      | 1697               | 4-цил./8-кл. SOHC   | 58/4600                          | 98/2900                     | 1988—1995       |            |
| 1.9 D      | 1929               | 4-цил./8-кл. SOHC   | 65/4600                          | 119/2000                    | 1991—1995       |            |
| 1.9 T.ds   | 1929               | 4-цил./8-кл. SOHC   | 90/4100                          | 186/2400                    | 1988—1995       | Turbo      |